# Trichosteleum heterophyllum
Trichosteleum heterophyllum är en bladmossart som beskrevs av Maurice Bizot och Onraedt in Onraedt 1976. Trichosteleum heterophyllum ingår i släktet Trichosteleum och familjen Sematophyllaceae. Inga underarter finns listade i Catalogue of Life.